# Pyrenophora phaeocomes
Pyrenophora phaeocomes är en svampart som först beskrevs av Johann Friedrich Rebentisch, och fick sitt nu gällande namn av Elias Fries 1849. Pyrenophora phaeocomes ingår i släktet Pyrenophora och familjen Pleosporaceae.  Arten är reproducerande i Sverige. Inga underarter finns listade i Catalogue of Life.